# Грајндстон-Роус Ран (Пенсилванија)
Грајндстон-Роус Ран (енгл. Grindstone-Rowes Run) град је у америчкој савезној држави Пенсилванија.

## Демографија
По попису из 2000. године број становника је 1.141.
| Група             | 2000.         | 2010.    |
| Белци             | 1.086 (95,2%) | 0 (0,0%) |
| Афроамериканци    | 35 (3,1%)     | 0 (0,0%) |
| Азијати           | 0 (0,0%)      | 0 (0,0%) |
| Хиспаноамериканци | 6 (0,5%)      | 0 (0,0%) |
| Укупно            | 1.141         | 0        |